# Camponotus nitidior
Camponotus nitidior é uma espécie de inseto do gênero Camponotus, pertencente à família Formicidae.